# Violette Bouyer-Karr
Pour les articles homonymes, voir Bouyer (homonymie) et Karr.
Violette Bouyer-Karr, née à Saint-Raphaël le 2 octobre 1875 et morte en 1975, est une écrivaine et journaliste française, petite-fille du compositeur Henri Karr, sœur de la journaliste féministe Carme Karr et nièce du romancier Alphonse Karr.

## Biographie

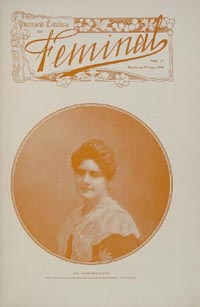
Une de la revue féministe Feminal, avec Violette Bouyer-Karr, en 1909.

Originaire de la ville de Saint-Raphaël (Var), elle demeure pendant toute sa vie dans le château de Claviers.
Isolée volontaire dans sa demeure du Var, elle est aidée par des amis, comme le poète Jean Aicard.
Elle a aussi le soutien de sa sœur Carme Karr, qui la nomme correspondante pour la France de la revue féministe Feminal, qui a un grand succès à Barcelone, et qui la publie en Une du numéro 27 du journal.
En 1907, Violette édite son œuvre phare, saluée par l'Académie française, intitulée Une amoureuse, avec une préface de Jules Claretie.
Son parcours est redécouvert par Françoise Grosjean, présidente de la société d'études de Draguignan, qui lui consacre une biographie.